# Coccopilatus zygophylli
Coccopilatus zygophylli är en stekelart som beskrevs av Svetlana N. Myartseva och Sugonjaev 1975. Coccopilatus zygophylli ingår i släktet Coccopilatus och familjen sköldlussteklar.
Artens utbredningsområde är Turkmenistan. Inga underarter finns listade i Catalogue of Life.